# Geslachtstest
Een geslachtstest in de sport (Engels: gender verification) is de praktijk waarbij medici of genetici het biologisch geslacht van een atleet onderzoeken op verzoek van internationale sportorganisaties.
Sinds 1936 worden atletes bij grote internationale sportwedstrijden onderzocht op het geslacht. Van 1968 tot 1996 was deze test zelfs verplicht voor alle vrouwelijke atletes bij de Olympische Spelen. Het doel was niet alleen bedriegers te ontmaskeren, maar ook om vrouwen met een verstoorde geslachtsontwikkeling - disorder of sexual development - uit de competitie te halen. Het gaat specifiek om vrouwen die door zo’n aandoening meer testosteron aanmaken. Sportorganisaties vinden dat deze vrouwen oneerlijke concurrentie zijn voor de tegenstanders. Voor een belangrijk deel betreft het echter vrouwen die juist geheel of gedeeltelijk ongevoelig zijn voor mannelijke hormonen (Het Androgeen Ongevoeligheidssyndroom bij XY-vrouwen). Voor hen is testosteron een overbodig hormoon. Sinds 1990 zijn deze XY-vrouwen na protest weer toegelaten tot de Spelen. Bedriegers, mannen die zich uitgaven voor vrouwen, zijn overigens in al die jaren nooit via geslachtstesten gevonden.
Een van de eerste vrouwen die een geslachtstest moest ondergaan was de Amerikaanse atlete Helen Stephens tijdens de Olympische Spelen van 1936 in Berlijn. Stephens doorstond de test, maar vele andere vrouwen werden in de loop der jaren geschorst. Foekje Dillema is een van de vrouwen die in Nederland werden geschorst (1950). Hoeveel vrouwen in de loop der jaren geschorst zijn, is niet bekend.

## Chromosomen
De biologie leert ons dat iemand met twee X-chromosomen een vrouw is, mannen hebben een X- en een Y-chromosoom. Er zijn echter uitzonderingen op deze regel. Zo zijn er personen met XY die uiterlijk niet te onderscheiden zijn van vrouwen en XX-mannen en om het nog ingewikkelder te maken mensen die zowel cellen met XX als XY-chromosomen hebben of bijvoorbeeld meer dan twee geslachtschromosomen in een cel zoals syndroom van Klinefelter (XXY). Het antwoord op de vraag of iemand man of vrouw is, kan dus variëren naargelang het aangelegde criterium. Er zijn niet alleen genetische kenmerken, maar ook lichamelijke kenmerken en de psychologische opmaak van de persoon. Hormonen spelen een rol en natuurlijk sociale en culturele aspecten maken iemand tot man of vrouw. Sportbonden vonden echter dat vrouwen met een Y-chromosoom niet toegelaten konden worden tot de vrouwencompetitie.

## IAAF
Van 1948 tot 1992 liet de International Association of Athletics Federations vrouwelijke atletes onderzoeken op hun geslacht. Tot 1967 voerden gynaecologen het geslachtsonderzoek uit. Dat gebeurde in het land van de atlete zelf. Foekje Dillema is na weigering een gynaecologische keuring te ondergaan voor het leven geschorst. Uit onderzoek dat na haar dood is gedaan op achtergelaten huidcellen kwam vast te staan dat Dillema een Y-chromosoom had. 
Vanaf 1966 werden de atletes voorafgaand aan het toernooi zelf aan een geslachtstest onderworpen. Eerst door middel van een vernederende naaktparade langs een team van gynaecologen, later paste het IOC en het IAAF de Barr bodytest toe. Deze laboratoriumtest op cellen uit het wangslijm laat zien dat iemand twee X-chromosomen heeft in een cel. De test was onbetrouwbaar: zo werd de Spaanse hordeloopster Maria Patino in 1983 goedgekeurd en twee jaar later met dezelfde test afgekeurd. In 1992 stopte de IAAF met de geslachtskeuring: wie officieel als vrouw leefde mocht bij de vrouwen meedoen.
In augustus 2009 werd er toch weer een atlete getest, het ging om Caster Semenya. De IAAF liet haar standpunt over geslachtstesten daarmee weer los. De IAAF zou sinds 2005 zelfs acht vrouwen getest hebben. Semenya, die wereldkampioen 800 m werd, heeft een gespierde lichaamsbouw. Door de opvallend snelle vooruitgang van haar tijden besloot de IAAF te testen, een woordvoerder sprak over mogelijke ambiguïteit van het geslacht van Semenya, van oplichting werd zij niet verdacht.
De IAAF maakte naar aanleiding van de zaak Semenya nieuwe regels die vanaf 1 mei 2011 gelden. Een atlete met hoge testosteronwaarden moet ten eerste bij wet vrouw zijn. Ze moet vervolgens ofwel minder testosteron aanmaken dan mannen (≥10 nmol/Len). Mocht ze toch testosteronwaarden hebben in de mannelijke range dan moet zij androgeenresistent zijn (geheel of deels ongevoelig zijn voor androgenen). Andere hyperandrogene vrouwen kunnen na een medische behandeling weer starten. Bij twijfel kan de atlete door een medisch team onderzocht worden. Als ze weigert, mag ze niet in de vrouwencompetitie starten. De nieuwe regels zijn gepubliceerd op de website van de IAAF.

## IOC
Vanaf 1968 heeft ook het Internationaal Olympisch Comité verplichte geslachtstesten laten uitvoeren op alle atletes van de Olympische Spelen. Hoewel precieze gegevens ontbreken, omdat het IOC deze gegevens niet prijsgeeft, komt naar schatting ongeveer 1 op de 500 atletes niet door de test. De gebruikelijke procedure was dat de sporter na een gefingeerde blessure de strijd opgaf. De eerste vrouw die werd geschorst was de Poolse sprintster Ewa Kłobukowska die twee jaar eerder nog goedgekeurd was. Niet alle atletes legden zich bij de uitslag neer, met als gevolg dat de uitslag toch publiekelijk bekend werd gemaakt. Dat was onder meer het geval bij de Spaanse hordeloopster Maria Patino. Patino kreeg in 1990 weer toestemming om op de Spelen van 1992 uit te komen, maar zij haalde toen de limiet niet meer.
Het IOC paste in eerste instantie de Barr bodymethode toe, later vanaf 1992 werd het DNA onderzocht op de aanwezigheid van een SRY-gen. Dat is het gen dat ervoor zorgt dat onzijdige geslachtsklieren van een embryo zich ontwikkelen tot testikels. In 1996 in Atlanta werden acht vrouwen afgekeurd, maar zij mochten na protesten van ethici, artsen en genetici toch starten, omdat het om vrouwen ging die geheel of gedeeltelijk ongevoelig zijn voor mannelijke hormonen. In één geval ging het om een vrouw wier testikelweefsel was verwijderd.
In 1999 besloot het IOC op verzoek van de eigen atletencommissie de verplichte keuring vooraf te schrappen, maar behield zich het recht voor om individuele atletes bij gerede verdenking een test te kunnen uitvoeren. In Peking 2008 was voor dit doel een genetisch laboratorium ingericht. Omdat elke geval uniek is, moet een team van deskundigen het IOC adviseren. Aan de vrouwen wordt niet om toestemming gevraagd voor een DNA-test. Organisaties zoals the American Medical Association trachten al sinds 1992 het bestuur van het IOC ervan te overtuigen geheel af te zien van geslachtstesten. 
In samenwerking met de IAAF herzag het IOC de geslachtstest: niet het Y-chromosoom maar het testosteronniveau werd bepalend voor deelname aan de Olympische Spelen (zie hierboven). De nieuwe regels traden voor het eerst in werking tijdens de Spelen van Londen in 2012.